# Cap de Creus
Pour les articles homonymes, voir Creus.
Le cap de Creus est un cap situé dans le Nord-Est de l'Espagne, sur la mer Méditerranée. Il est le point le plus oriental du massif des Pyrénées. Il sépare le golfe du Lion au nord et le golfe de Rosas au sud, dans la comarque de l'Alt Empordà, elle-même dans la province de Gérone en Catalogne.

## Étymologie
Creus est le pluriel de creu qui signifie « croix » en catalan.

## Géographie

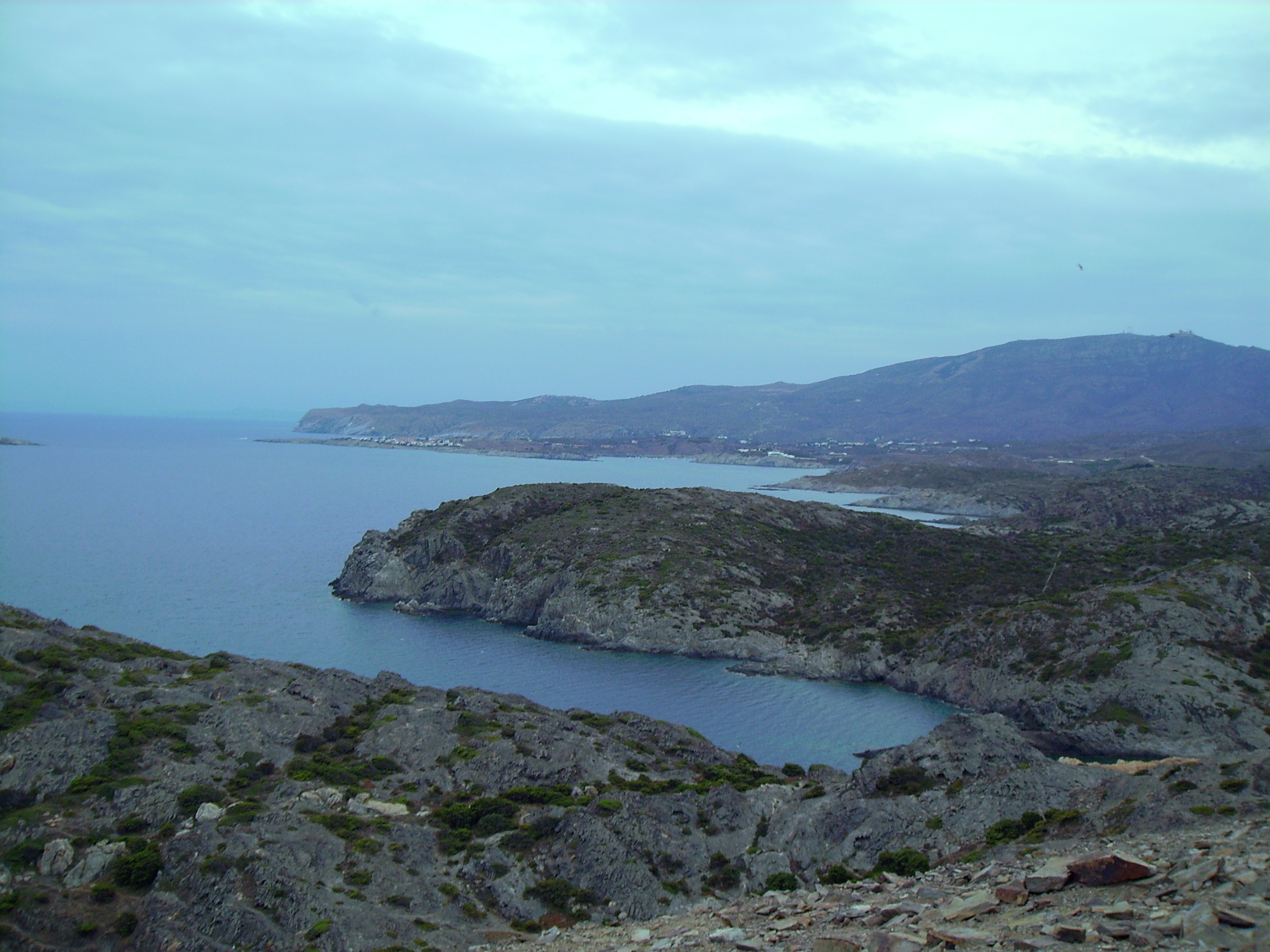
Vue du promontoire rocheux (en fond d'image) plongeant dans la mer

### Topographie
C'est un promontoire abrupt et rocheux, de 672 m d'altitude, sur la Costa Brava, qui s'avance dans la Méditerranée  formant une petite péninsule de caractère montagneux, taillée de ci de là par de nombreuses et petites calanques. Le cap de Creus a inspiré à Salvador Dalí l'un de ses tableaux majeurs : « Le Spectre du sex-appeal » (1934).

### Géologie

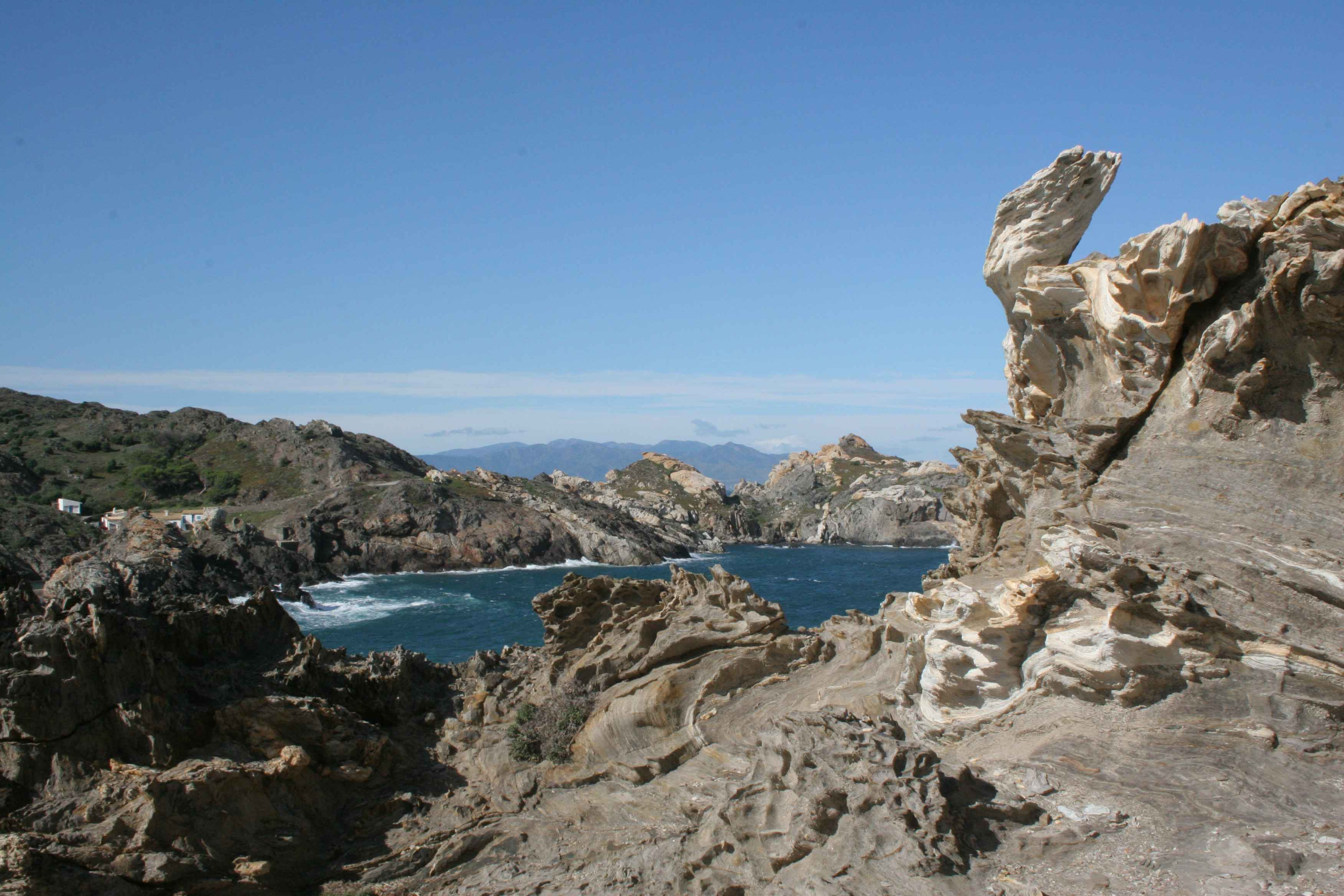
Paysage du cap de Creus

Il fait partie du massif des Albères, contreforts des Pyrénées orientales, qui s'enfoncent ici dans la mer.
Ses terrains sont de nature métamorphique et de structure laminaire de l'ordovicien (paléozoïque). La présence de micaschistes favorise un type d'érosion sous la forme de taffonis. 

### Climat
Il est naturellement influencé par la Méditerranée, et aussi par la Tramontane, vent de nord/nord-ouest, et par l'apport de vents d'est. En ces lieux, on enregistre des précipitations d'entre 500 et 800 mm par an ; il s'agit donc d'un climat méditerranéen humide, caractérisé par des températures douces et des précipitations modérées.

## Végétation
Le cap de Creus présente une végétation dominante de maquis et de petits arbustes. Un parc naturel a été créé en 1998. Il est parcouru de nombreux sentiers de randonnées.

## Infrastructures
Il possède en outre un phare à son extrémité orientale, qui se trouve à plus de 87 m d'altitude, et dont la lumière peut être perçue jusqu'à 34 milles[réf. souhaitée].